# You Can’t Love ’Em All
You Can't Love 'Em All – kompilacyjny album muzyczny piosenkarza Deana Martina wydany w 1967 roku przez Pickwick Records. 

## Utwory
| A1 | You Can't Love 'Em All               | 2:33 |
| A2 | I'm Yours                            | 3:12 |
| A3 | That Lucky Old Sun                   | 2:59 |
| A4 | Be Honest With Me                    | 2:25 |
| A5 | I Still Get A Thrill Thinking Of You | 2:34 |
| B1 | Who's Sorry Now                      | 2:16 |
| B2 | I Ain't Gonna Lead This Life No More | 2:20 |
| B3 | Once In Love With Amy                | 2:10 |
| B4 | If                                   | 2:45 |
| B5 | Ain't That A Kick In The Head        | 2:22 |